# Willi Fricke (Politiker)
Willi Fricke (* 15. November 1919 in Dörnten, Kreis Goslar; † 29. September 2000) ist ein deutscher Politiker (SPD).
Fricke begann nach dem Abschluss seiner Schulausbildung seine Lehre. Er folgte die Ableistung des Arbeitsdienstes sowie im Kriegsdienst die technische Spezialausbildung an der Heeres-Feuerwerkerschule in Berlin. Fricke geriet kurz in Kriegsgefangenschaft und nahm nach seiner Entlassung eine Beschäftigung als technischer Angestellter in einer Maschinenbaufirma an.
Er war Kreisvorsitzender des Reichsbundes der Kriegs- und Zivilbeschädigten Sozialrentner und Hinterbliebenen. Fricke wurde Mitglied des Aufsichtsrates der Wasser- und Energie-Versorgungsgesellschaft mbH in Salzgitter.
Seit dem Jahr 1956 war er Mitglied des Rates der Stadt Salzgitter. Hier war er im Verwaltungsausschuss, Personalausschuss sowie Sozialausschuss tätig. Ferner war er Vorsitzender des Gesundheits- und Krankenhausausschusses. Fricke wurde zum Mitglied des Niedersächsischen Landtages in der fünften bis siebten Wahlperiode vom 18. März 1965 bis 20. Juni 1974 gewählt.